# Sinumelon hawkerana
Sinumelon hawkerana är en snäckart som beskrevs av Alan Solem 1992. Sinumelon hawkerana ingår i släktet Sinumelon och familjen Camaenidae. Inga underarter finns listade i Catalogue of Life.